# Sidste skrig - live i KB-Hallen
Sidste skrig - live i KB-Hallen er et livealbum fra det danske rockband Malurt. Det blev optaget under en koncert i KB Hallen i 2022 og udgivet samme år.

## Spor
1. "Tilbage Til Byen" - 4:21
2. "CPR" - 2:46
3. "Sidste Station" - 3:53
4. "Black-Out" - 4:00
5. "Stormsoldater" - 3:19
6. "Sort Søndag" - 4:37
7. "Som Et Lyn" - 5:26
8. "Mød Mig i Mørket" - 3:30
9. "Vindueskigger" - 3:40
10. "Spøgelser" - 3:49
11. "Neonsolen" - 5:42
12. "Kold Krig" - 3:00
13. "Den Eneste I Verden" - 5:57
14. "Lev Stærkt" - 5:40
15. "Superlove" - 5:15
16. "De Vildeste Fugle" - 4:26
17. "Hey Hey, My My" - 3:29
18. "Vi Ses Igen" - 4:4